# Мирненская поселковая община (Херсонская область)
Мирненская поселковая община (укр. Мирненська селищна громада) — территориальная община в Скадовском районе Херсонской области Украины. В состав общины входит 1 посёлок и 6 сёл. Площадь общины составляет 180,57 км², население — 4115 человек.

## История общины
Создана в ходе административно-территориальной реформы 8 сентября 2016 года путём объединения Мирненского поселкового совета и Червоночабанского сельского совета Каланчакского района. Население общины на момент создания составляло — 3926 человек. Своё название община получила от названия административного центра, где размещены органы власти — посёлок Мирное.
В июле 2020 года на завершающем этапе территориальной реформы Каланчакский район был упразднён, община была переподчинена Скадовскому району.
С февраля 2022 года община находится под российской оккупацией в результате вторжения России в Украину.

## Населённые пункты
В состав общины входят посёлок Мирное — 1992 жителя и сёла Макаровка — 525 жителей, Памятник — 28 жителей, Полевое — 124 жителя, Каирка — 328 жителей, Преображенка — 1313 жителей, Ставки — 181 житель.

## Органы власти
Председатель общины — Андрей Николаевич Сучок.

Староста сёл Преображенка, Макаровка, Памятник, Полевое, Каирка, Ставки — Лилия Васильевна Симейко.

Администрация общины расположена по адресу: посёлок Мирное, ул. Шевченко, д. 33.

## Коммунальная собственность
На территории общины функционируют следующие объекты коммунальной собственности:
учреждения полного среднего образования — 3 шт, учреждения дошкольного образования — 2 шт,
амбулатории — 2 шт, фельдшерские пункты — 2 шт, дома культуры — 2 шт, библиотеки — 3 шт.